# Szkilla (keresztnév)
A Szkilla a görög mitológiai Szkülla névből ered, a jelentése ismeretlen.

## Gyakorisága
Az 1990-es években szórványos név, a 2000-es években nem szerepel a 100 leggyakoribb női név között.

## Névnapok
- június 15.[2]
- június 19.[2]